# Дом клоунов
«Дом клоунов» (англ. Clownhouse) — кинофильм 1989 года режиссёра Виктора Сальвы. Фильм снят с официального распространения и не переиздается. Причиной этому послужил приговор режиссеру за сексуальное насилие над 12-летним актером Нэйтаном Уинтерсом, исполнившим главную роль в фильме.
«Дом клоунов» стал предметом споров, когда Сальва был осужден во время пост-продакшена за сексуальное насилие над 12-летним Уинтерс между съемками. Из-за разногласий выпуски фильма в домашних СМИ были сняты с проката и больше не издаются.

## Сюжет
Кейси, младший из братьев Коллинс, боится клоунов. Если средний брат Джеффри старается его поддержать, то старший Рэнди постоянно издевается над страхами ребёнка. Однажды братья идут в цирк, где видят клоунов, что настолько приводит Кейси в ужас, что он сбегает с представления.
Примерно в это же время из психиатрической больницы сбегают трое опасных сумасшедших. Они убивают настоящих циркачей и начинают бродить по округе в поисках новых жертв. Ситуация усугубляется тем, что они появляются только перед Кейси, а ему никто не верит. И однажды ночью клоуны проникают в дом Коллинсов, и только от сплочённости братьев зависит останутся ли они в живых…

## В ролях
1. Нэйтан Форрест Уинтерс — Кейси Коллинс
2. Брайан МакХью — Джеффри Коллинс
3. Сэм Рокуэлл — Рэнди Коллинс
4. Майкл Джером Уэст — Чизо (сумасшедший)
5. Брайан Уэйбл — Биппо (сумасшедший)
6. Дэвид Си Райнекер — Диппо (сумасшедший)
7. Тимоти Инос — настоящий Чизо (Джорджи)
8. Фрэнк Диаманти — настоящий Биппо (Чарли)
9. Карл-Хейнц Теубер — настоящий Диппо
10. Вилетта Скиллмэн — мать
11. Глория Бельски — предсказательница будущего
12. Том Моффрам — распорядитель арены
13. Эрика Янг — кладовщица
14. Джаспер Уоттс — Джаспер
15. Бобби Салем — Бут Баркер

## Награды
- 1989 — номинация на Гран-при жюри фестиваля Sundance Film Festival
- 1990 — номинация в категории «Лучший иностранный фильм» фестиваля Fantasporto